# Lahiguera
Lahiguera è un comune spagnolo di 1 876 abitanti situato nella comunità autonoma dell'Andalusia, provincia di Jaén, comarca di Campiña de Jaén.